# کری ویلیامز
کری اریک ویلیامز (انگلیسی: Cary Eric William؛ زادهٔ ۲۳ دسامبر ۱۹۸۴) بازیکن فوتبال آمریکایی است. او فوتبال کالج را در واشبرن بازی کرد و در دور هفتم درفت NFL 2008 توسط تنسی تایتانز انتخاب شد.
ویلیامز همچنین برای بالتیمور ریونز، فیلادلفیا ایگلز، سیاتل سیهاوکس و واشینگتن ردسکینز بازی کرده‌است.

## حرفه

### فوردهام
ویلیامز ابتدا در دانشگاه فوردهام تحصیل کرد، اما پس از یک سال زمان محدود بازی، به دانشگاه واشبرن در توپکا، کانزاس منتقل شد.

### واشبورن
ویلیامز به عنوان بازیکن بزرگسالان هفت توپ مهار کرد که در رتبه دوم لیست تک فصل واشبورن قرار گرفت. در آخرین فصل خود، او دو بار بازگشت برای تاچ داون‌ها داشت که رکوردهای فصل واشبرن و دوران حرفه ای را به هم رساند. در سال ۲۰۰۷، در مقابل میسوری جنوبی، او یک بازگشت ۱۰۰ یاردی داشت که رکورد طولانی‌ترین دوندگی را به ثبت رساند. ویلیامز تنها بازیکن «ان سی ای ای» بود که در سال ۲۰۰۷ در بین ۱۰ بازیکن برتر این کشور در قطع توپ و میانگین برگشت در رده‌بندی قرار گرفت.
ویلیامز این امتیاز را دارد که تنها بازیکن تاریخ واشبرن است که در همان فصل در یک توپ قطع، برگشت و یک دریافت گلزنی کرده‌است. او فارغ‌التحصیل رشته مدیریت ورزشی است.

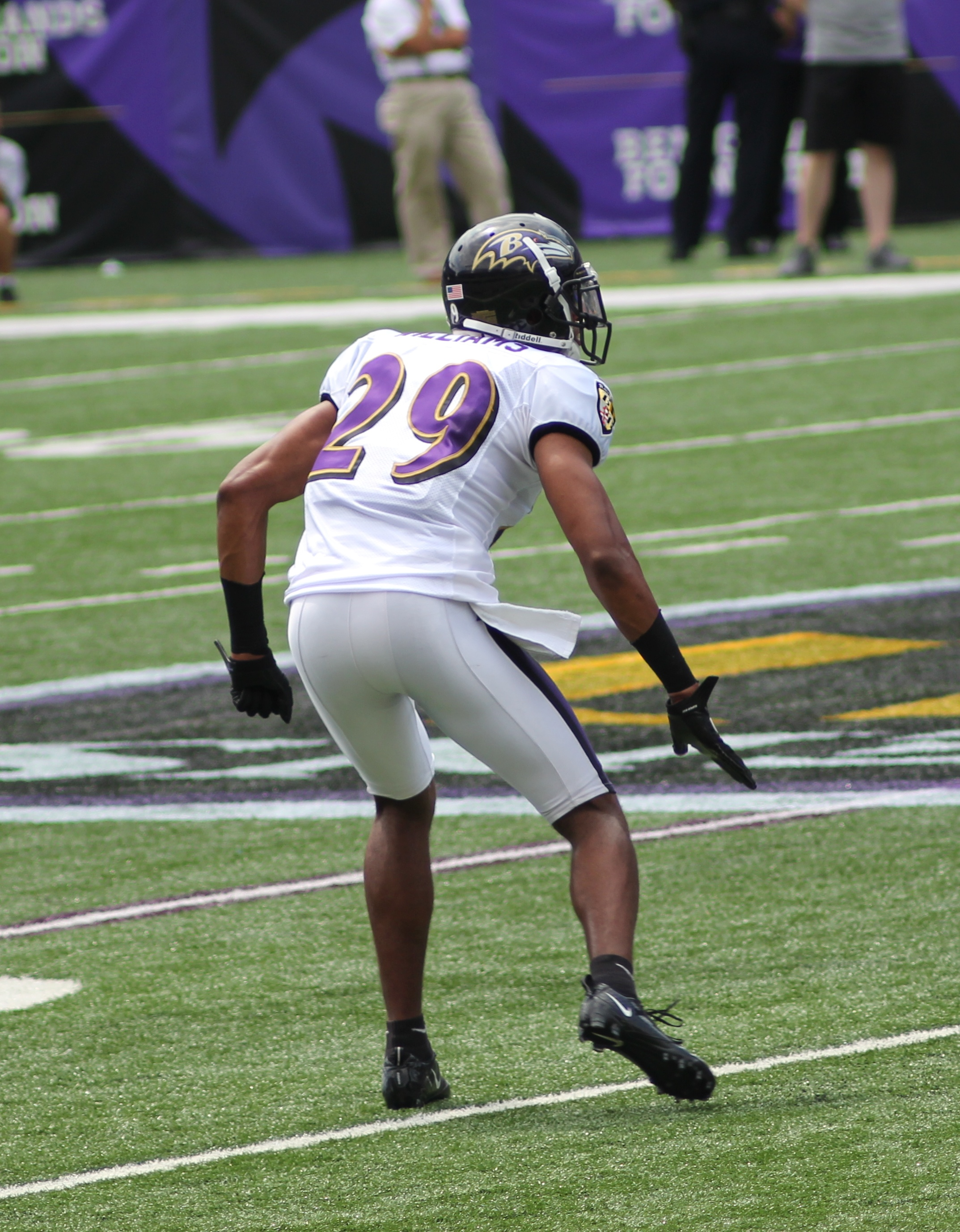
ویلیامز در حین تمرین کمپ آموزشی در ورزشگاه M&T Bank در سال ۲۰۱۱.

### بالتیمور ریونز

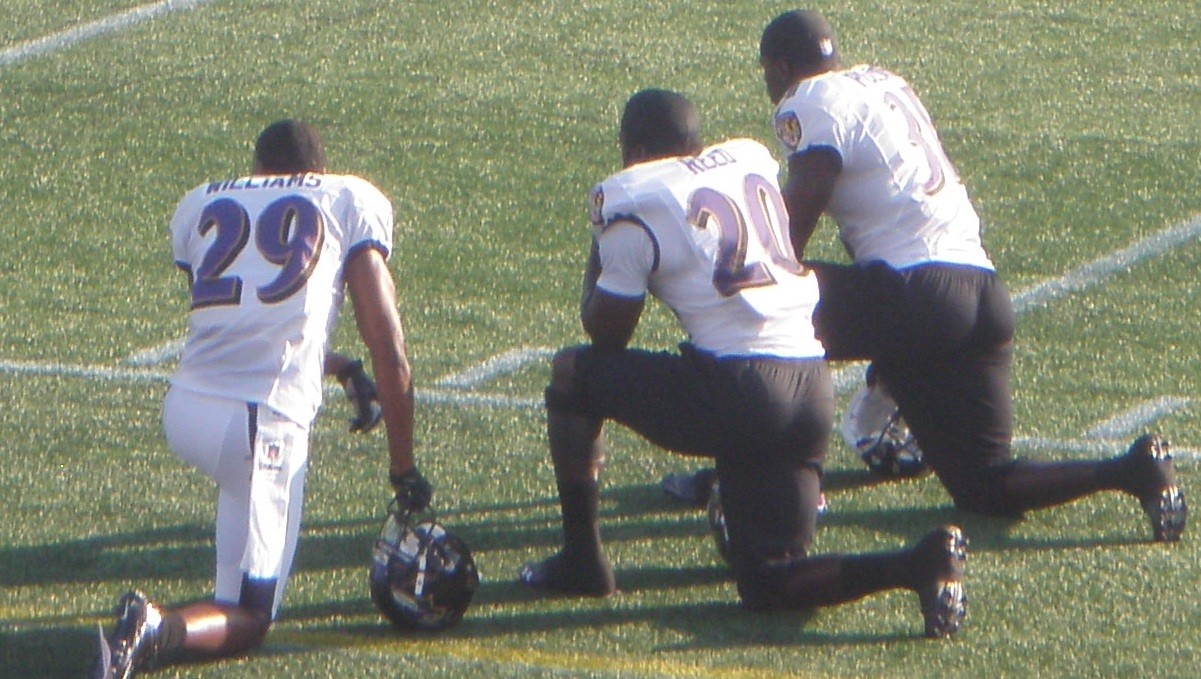
اد رید (۲۰)، برنارد پولارد (۳۱) و ویلیامز (۲۹) در استادیوم یادبود نیروی دریایی نیروی دریایی در اوت ۲۰۱۲.

کری ویلیامز در ۲۴ نوامبر ۲۰۰۹ توسط بالتیمور ریونز از تیم تمرینی تایتانز اخراج شد. او در آن فصل به تیم‌های ویژه کمک کرد و زمان کمی برای دفاع داشت. او در آن سال ۸ تکل را ثبت کرد که بیشتر در تیم‌های ویژه بود.
در سال ۲۰۱۰، ویلیامز برای دو بازی اول فصل به دلیل رفتار خلاف سیاست رفتار پرسنل ان اف ال تعلیق شد. جزئیات بسیار کمی در مورد اقدامات ویلیامز فاش شد. علی‌رغم همه اینها، ویلیامز در پیش فصل خوب بازی کرد و یک جایگاه در فهرست کسب کرد. او در سال ۲۰۱۰ ۶ تکل داشت زیرا در اواخر همان سال زمان بیشتری را در مرحله دوم دید. در بازی مقابل میامی دلفینز، ویلیامز یک پاس ساختگی از سم کخ را گرفت و برای اولین بار آن را زد.

### سیاتل سیهاوکز
در ۱۰ مارس ۲۰۱۵، ویلیامز با سیاتل سیهاوکس قراردادی سه ساله ۱۸ میلیون دلاری با ضمانت ۷ میلیون دلار امضا کرد.
در اولین بازی خود با سیاتل در هفته ۱ مقابل سنت لوئیس رامز، ویلیامز ۳ تکل، یک اخراج، یک ضربه زدن اجباری، یک ریکاوری ولنگاری و یک تاچ داون در وقت اضافه ۳۴–۳۱ ثبت کرد. با این حال ویلیامز در طول باقی مانده فصل با مشکل مواجه شد و در ۷ دسامبر ۲۰۱۵، ویلیامز پس از از دست دادن کار اصلی خود به دشان شید در هفته ۱۲ مقابل پیتسبورگ آزاد شد.
ویلیامز دوران حضور خود در سیاتل را با ۴۶ تکل، ۱ اخراج، ۱ انحراف پاس و ۱ ولنگ اجباری به پایان رساند.

### واشینگتن رداسکینز
در ۵ ژانویه ۲۰۱۶، ویلیامز با واشینگتن ردسکینز قرارداد امضا کرد.